# Renault Espace III
 (novembre 2014).
Le Renault Espace III est un monospace du constructeur automobile français Renault présenté en octobre 1996. Cette troisième génération est produite par Matra (projet P52) pour le compte de Renault (projet JE0).

## Présentation
Si les deux premières générations ont été dessinées chez Matra, la troisième sera l'œuvre de Thierry Métroz, designer extérieur chez Renault. Dans un style très fluide, avec des rétroviseurs distinctifs, le véhicule intègre habilement les phares de la Laguna. 
Fin 2001, l'Espace III totalise 18,5 % des ventes de monospaces grand format. Au total, l'Espace III a été produit de 1996 à 2002 à plus de 365 200 exemplaires.

## Caractéristiques techniques
Les dimensions en mm sont : 
- Espace III sorti en décembre 1996 : longueur 4517 × largeur 1810 (ou 2070 avec rétroviseurs élargis) × hauteur 1690 (+75mm avec barres de toit)
- Grand Espace III sorti en janvier 1998 : longueur 4787 × largeur 1810 (ou 2070 avec rétroviseurs élargis) × hauteur 1690 (+75mm avec barres de toit)

Lancée en 1996 avec 2 moteurs à essence (2.0 115 ch et 3.0 V6-12 soupapes 170 ch) qui seront modifiés en octobre 1998 et un diesel (« Moteur G »  2.2 DT 113 ch qui passera à 110 ch en juillet 1998). Le « moteur F »  1.9 dTi sortira en novembre 1999.
- Base (sans appellation de 1996 à 1997) airbag conducteur, direction assistée, volant réglable, pack électrique, appuis-tête arrière.
- RTE (= version de base + double airbag et climatisation bizone). En janvier 1998, la RTE reçoit ABS et des boucliers peints ton caisse.
- Cyclade en novembre 1999, sur base RXE avec 4 airbags, climatisation et autoradio.
- Alizé en mars 1998 avec climatisation, 6 stores pare-soleil, Radiosat 6008 et antibrouillards.
- RXE (= RTE + ABS, rétroviseurs dégivrants, autoradio, phares antibrouillard, vitres AR électriques en option, tableau de bord multifonction, rails sur le plancher). En janvier 1998, la RXE reçoit la lunette arrière à ouverture indépendante, la galerie de toit et le Radiosat CD.
- 2001 en mars 1999 sur base RXE avec jantes en alliage de 16 pouces et 6 stores pare-soleil.
- Fidji en octobre 1999 sur base RXE avec navigation GPS Carminat, airbags latéraux, jantes alliage, 2 toits ouvrants manuels, pare-brise athermique et 6 stores pare-soleil.
- RXT (= RXE + vitres AR électriques, chargeur de CD, régulateur de vitesse, lunette arrière indépendante). En janvier 1998, la RXT reçoit la galerie de toit.
- Initiale en avril 1999 sur base RXT + sellerie mixte cuir/daim, sièges avant chauffants, 6 stores pare-soleil, 6 sièges capitaines avec accoudoirs.

Modifications de la gamme Espace III :
- Janvier 1998, modification des finitions RTE, RXE et RXT et lancement du Grand Espace rallongé.
- Mars 1998, série spéciale Alizé.
- Juillet 1998, passage du 2.2 DT de 113 à 110 ch.
- Septembre 1998, toute la gamme reçoit des rétroviseurs à champs large, déverrouillage à distance et appuie-têtes rétractables arrière.
- Octobre 1998, modification de l'offre essence avec le 2.0 16S de 140 ch et le 3.0 V6-24 soupapes couplé à une boîte auto-adaptative avec commande au plancher (l'ancienne était au tableau de bord).
- Mars 1999, série spéciale 2001.
- Avril 1999, lancement de la finition haut de gamme Initiale.
- Octobre 1999, série spéciale Fidji.
- Novembre 1999, série spéciale Cyclades et sortie du 1.9 dTi.

en septembre 2000 renault refonte la gamme de l'espace lll en changeant les noms des finitions et en ajoutant des équipements sur certaines finitions.
- Authentique, ex-RTE (de base : ABS, airbag conducteur, airbag passager, airbags latéraux, boucliers ton caisse, cache-bagages rigide, climatisation manuelle, coffre de bord réfrigéré et verrouillable, verrouillage central à distance (à télécommande), direction assistée, filtre à pollens, thermomètre extérieur, pavillon lisse peint couleur carrosserie, aumônières sur sièges avant, Radiosat 6015, rangement sous les sièges avant, appuie-têtes avant et arrière, rétroviseurs électriques et dégivrants couleur caisse, antidémarrage électronique, tablettes aviation sur sièges avant, vitres avant électriques à impulsion côté conducteur, vitres de custodes entrebaillantes, vitres teintées, volant réglable en hauteur, 6 sièges capitaine de série sur Grand Espace, jantes acier 15" et enjoliveurs 15" 'Orion' sauf 2.2 dCi, jantes acier 16" et enjoliveurs 'Jeremy' sur 2.2 dCi. Options : pré-équipement téléphone, climatisation régulée et pare-brise athermique, galerie de toit, 1 ou 2 sièges supplémentaires standard ou modulables, 1 ou 2 toits ouvrants manuels, radio CD 4x15W, Radiosat Auditorium 4x25W avec chargeur 6 CD en façade, pack fonctionnel (?), 2 stores pare-soleil, peinture métallisée, filet de retenue bagages).
- Expression, ex-RXE (= Authentique + projecteurs antibrouillard, galerie de toit, cache-bagages souple à enrouleur, climatisation régulée, pare-brise athermique, lunette arrière à ouverture indépendante, vitres AR électriques, pack fonctionnel (?), siège conducteur réglable en hauteur, sellerie mixte drap/velours, siège avant passager pivotant, Radiosat Auditorium 4x25W avec chargeur 6 CD dans le coffre. Options : pré-équipement téléphone, sièges arrière sur rails, 1 toit ouvrant électrique + 1 toit ouvrant manuel, 1 ou 2 sièges supplémentaires arrière, jantes alliage 'Boril' 15" ou jantes alliage 'Estoril' 16", Radiosat Grand-Auditorium 4x45W, intérieur cuir 5, 6 ou 7 sièges, 6 stores pare-soleil, chargeur 6 CD en façade au lieu du coffre, peinture métallisée, filet de retenue de bagages).
- Privilège, ex-RXT (= Expression + lave-phares, phares au xénon, ordinateur de bord, régulateur de vitesse uniquement sur le V6, sièges arrière sur rails, sellerie mixte velours/alcantara, volant cuir, Radiosat Grand-Auditorium 4x45W avec chargeur 6CD dans le coffre, jantes alliage 'Estoril' 16". Options : chargeur 6 CD en façade au lieu du coffre, pré-équipement téléphone, 1 TO électrique + 1 ou 2 TO manuels, intérieur cuir 5, 6 ou 7 sièges, régulateur de vitesse sur 2.2 dCi, correcteur d’assiette AR, 6 stores pare-soleil, 6 accoudoirs velours ou cuir, peinture métallisée, filet de retenue de bagages).
- Initiale (= Privilège + peinture métal, 6 stores pare-soleil, 6 accoudoirs cuir, planche de bord et panneaux de portes en alcantara, sellerie mixte cuir/alcantara, configuration par défaut en 6 places sur Grand Espace, pré-équipement téléphone sous le siège passager, régulateur de vitesse sauf 2.0 16V, siège conducteur électrique, sièges avant chauffants. Options : chargeur 6 CD en façade au lieu du coffre, 1 TO électrique + 1 TO manuel, 1 TO électrique + 2TO manuels, suspension pneumatique arrière avec correcteur d'assiette, 7e siège supplémentaire sur rails).

Séries spéciales de l'Espace III (aprés septembre 2000):
- Janvier 2001 série spéciale The-Race sur base Expression avec phares au xénon, jantes alliage et vitres arrière surteintées
- Avril 2001 série spéciale Taylor-Made sur base Expression avec jantes alliage 16 pouces, chargeur 6 CD et 6 stores pare-soleil.
- Janvier 2002 réédition de la série spéciale The-Race avec en plus chargeur 6 CD et 6 stores pare-soleil.

Motorisations de l'Espace III (après septembre 2000) :
|                                                      | Essence 2,0 16V                 | Essence 2,0 16V BVA proactive | Essence 3,0 V6-24      | Diesel 1,9 dTi         | Diesel 2,2 dCi 115 ch  | Diesel 2,2 dCi 130 ch  |
| ---------------------------------------------------- | ------------------------------- | ----------------------------- | ---------------------- | ---------------------- | ---------------------- | ---------------------- |
| Finitions (Authentique Expression Privilège Initial) | A E P I                         | E P                           | P I                    | A                      | A E                    | E P I                  |
| Puissance administrative                             | 9 CV                            | 9 CV                          | 13 CV                  | 6 CV                   | 7 CV                   | 8 CV                   |
|                                                      | Moteurs                         |                               |                        |                        |                        |                        |
| Cylindres                                            | 4-cylindres                     | 4-cylindres                   | 6-cylindres en V       | 4-cylindres            | 4-cylindres            | 4-cylindres            |
| Cylindrée (cm³)                                      | 1998                            | 1998                          | 2946                   | 1870                   | 2188                   | 2188                   |
| Puissance maximale kW / ch                           | 103 / 140                       | 103 / 140                     | 140 / 194              | 72 / 100               | 85 / 115               | 95 / 130               |
| à tr/min                                             | 5500                            | 5500                          | 5750                   | 4000                   | 4300                   | 4300                   |
| Couple maximal                                       | 188 N m à 3 750 tr/min          | 188 N m à 3 750 tr/min        | 267 N m à 4 000 tr/min | 190 N m à 2 000 tr/min | 290 N m à 1 750 tr/min | 290 N m à 1 750 tr/min |
|                                                      | Pneumatiques                    |                               |                        |                        |                        |                        |
|                                                      | 205/65R15 205/55R16             | 205/65R15 205/55R16           | 225/55R16              | 195/55R15              | 225/55R16              | 225/55R16              |
|                                                      | Performances                    |                               |                        |                        |                        |                        |
| Vitesse maximale Espace/Grand Espace                 | 185 / 187 km/h                  | 180 km/h                      | 203 / 206 km/h         | 167 km/h               | 176 / 178 km/h         | 183 / 185 km/h         |
|                                                      | Consommations cycle ECE L/100km |                               |                        |                        |                        |                        |
| Cycle urbain                                         | 11,6                            | 12,9                          | 16,3                   | 8,2                    | 8,8                    | 8,8                    |
| Cycle extra urbain                                   | 7,3                             | 7,4                           | 8,9                    | 5,7                    | 6,1                    | 6,1                    |
| Cycle mixte                                          | 8,9                             | 9,4                           | 11,6                   | 6,6                    | 7,1                    | 7,1                    |
|                                                      | Masses en kg                    |                               |                        |                        |                        |                        |
| a vide en ordre de marche                            | 1 490 / GE : 1 530              | 1 520                         | 1 680 / GE : 1 720     | 1 520                  | 1 662 / GE : 1 702     | 1 662 / GE : 1 702     |
| Maximale admissible à pleine charge                  | 2 300                           | 2 350                         | 2 510                  | 2 270                  | 2 510                  | 2 510                  |

## Production
Au total, ce sont 1 245 000 exemplaires, toutes générations confondues d'Espace qui ont été produits en 30 ans.

## Versions spécifiques

### Espider Étude 1998

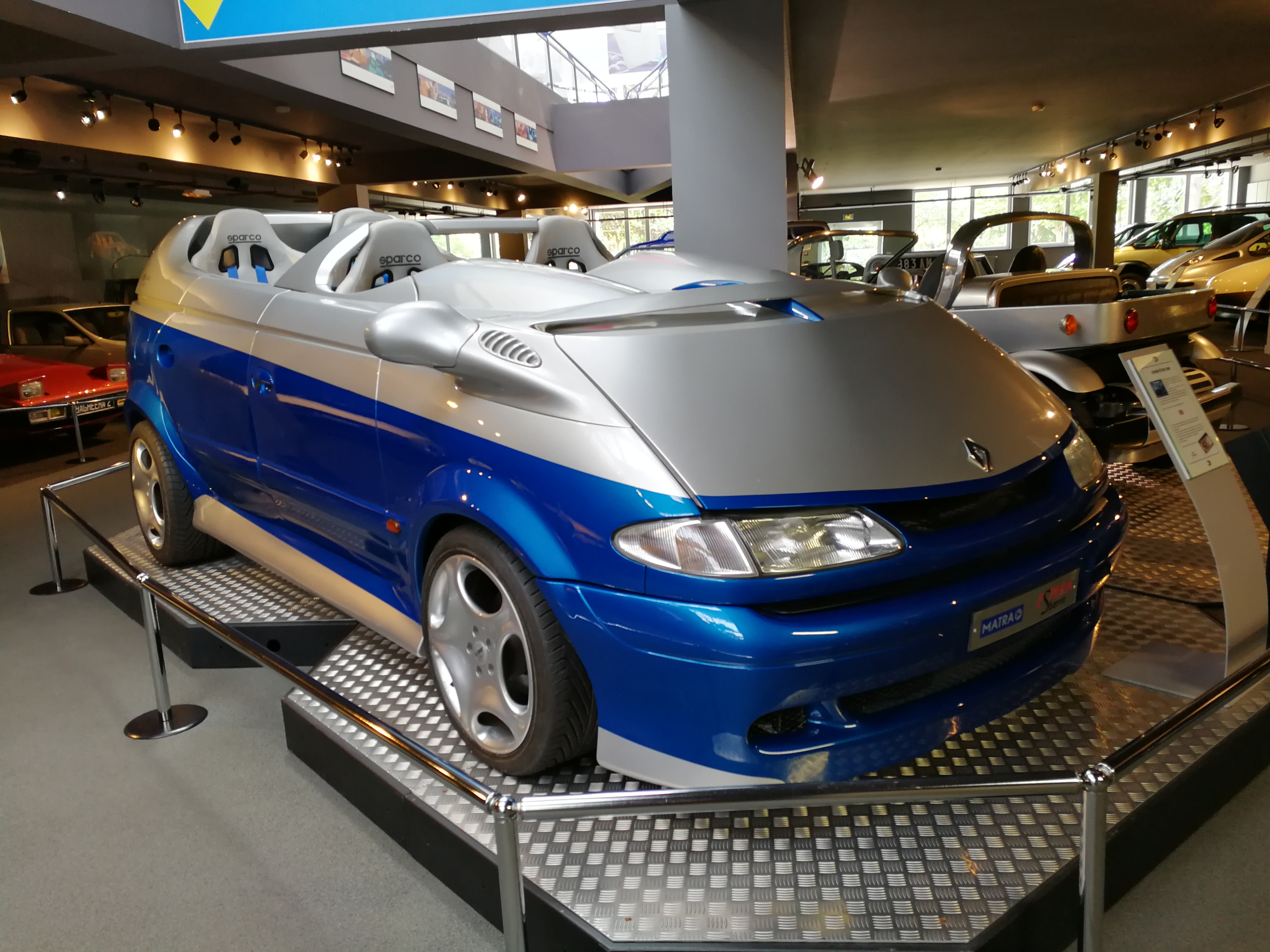
Renault Espider au musée Espace Automobiles Matra.

L'Espider est une étude réalisée par les élèves de l'école de style Espera de Franco Sbarro à Montbéliard. Il est équipé d'un moteur V6 de 194 ch. Ce concept-car fera l'ouverture des 24 Heures du Mans de 1998.

### Espace Vert

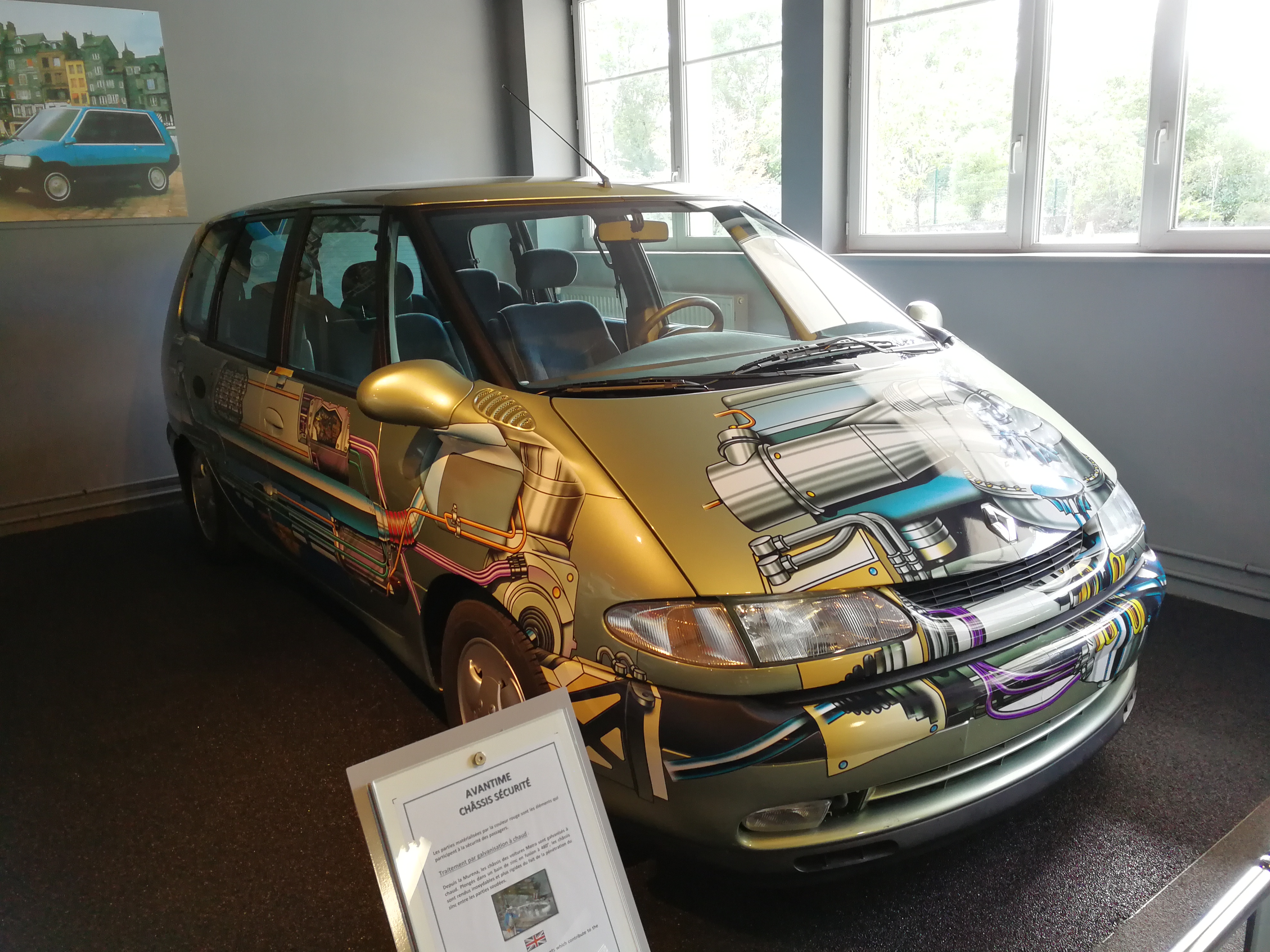
Renault Espace Vert au musée Espace Automobiles Matra.

Le Renault Espace servit une étude sur les nouvelles énergies. Une turbine au kérosène tractait le véhicule et rechargeait les batteries refroidies par eau. Une fois chargées, l'Espace Vert pouvait fonctionner uniquement par ses batteries.

### Enviro 2000

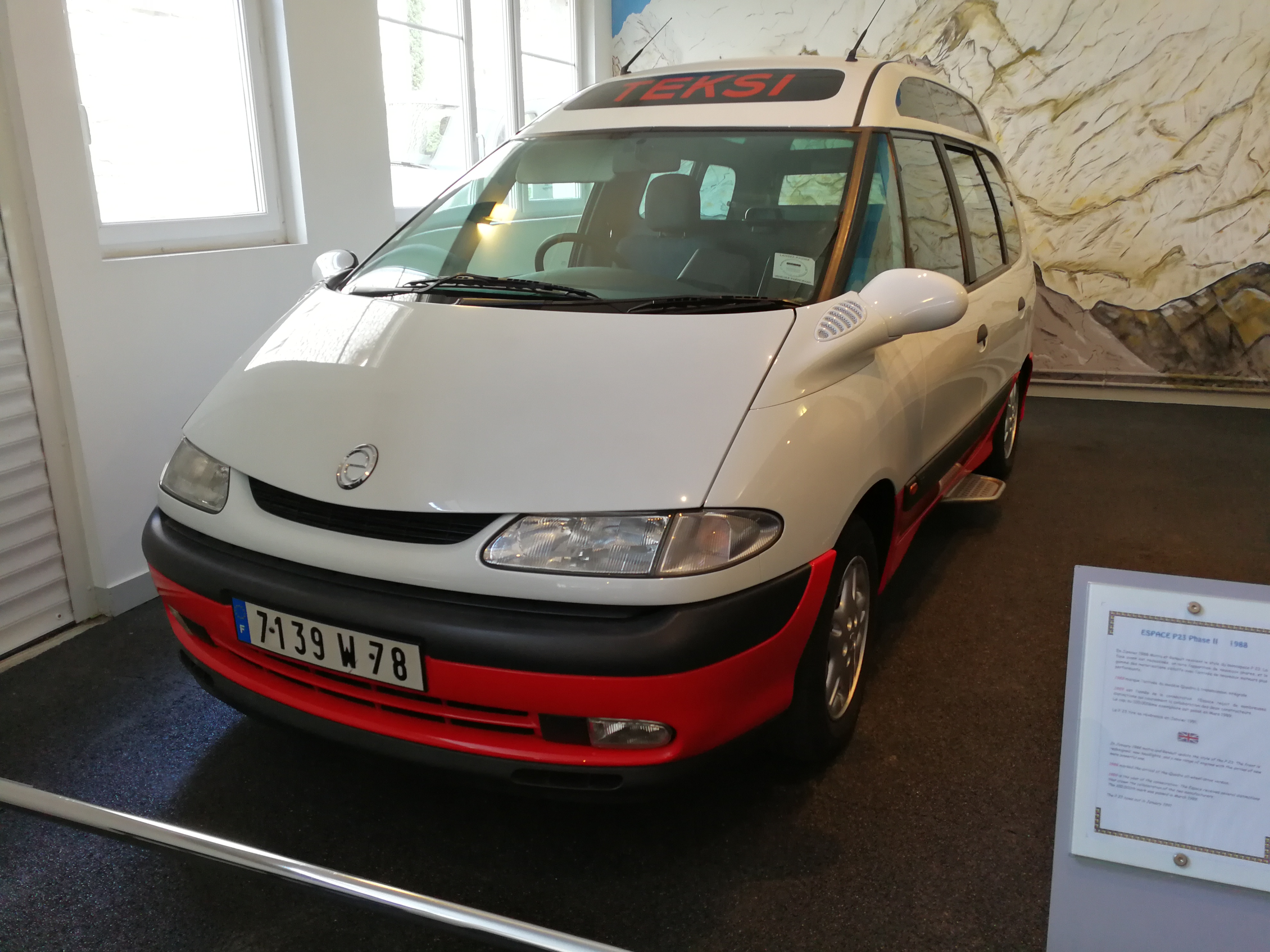
Renault Espace Taxi Malaisien ENVIRO 2000 exposé au musée Espace automobiles Matra.

Ce Renault Espace Taxi fonctionne au gaz naturel et n'était vendu qu'en Malaisie. Petronas et Matra l'ont conçu en partenariat.
Lors des Challenges Bibendum, il remporte 3 trophées dans la catégorie des véhicules à énergie renouvelable, étant piloté par Jean-Pierre Beltoise et Bruno Derrien.

## Filmographie
- Le Renault Espace, film documentaire de Fabrice Maze, produit par Seven Doc, 2010
- Le Renault Espace 4 fait une apparition dans le film Edge of Tomorrow en 2014